# (4993) Cossard
(4993) Cossard (1983 GR) – planetoida z grupy pasa głównego asteroid okrążająca Słońce w ciągu 3 lat i 237 dni w średniej odległości 2,37 j.a. Została odkryta 11 kwietnia 1983 roku.